# Новый восток (стиль)
Новый восток (англ. The New East) — стиль, направление в современной архитектуре. Возник в конце XX века как самостоятельное течение в Юго-Восточной Азии и затем распространившееся, в том или ином виде, по всему миру. Впервые описан Мишелем Фриманом (Michael Freeman) в одноименной книге «The New East» как «революция стиля модерн». Архитекторами работающими в этом направлении можно назвать — Жан-Мишель Гатти (Jean-Michel Gathy).

## Отличительные черты стиля
- Минимализм
- Использование элементов традиционной восточной архитектуры
- Использование современных материалов и технологий
- Создание гармоничного баланса между внутренним и внешним пространством
- Объединение Западных мотивов проекта с Восточными традиционными элементами
- Отбор определенных материалов, которые составляют традиционную форму проекта в Азии, таких как бамбук и камень.

## Архитекторы
Жан-Мишель Гаси (Jean-Michel Gathy)